# San Nicola in Carcere
San Nicola in Carcere är en kyrkobyggnad och mindre basilika i Rom, helgad åt den helige Nikolaus. Kyrkan är belägen vid Via del Teatro di Marcello i Rione Sant'Angelo och tillhör församlingen Santa Maria in Campitelli.
Kyrkans tillnamn ”Carcere”, ’fängelse’, syftar på ett medeltida fängelse, beläget i närheten av kyrkan.

## Historia
På denna plats, Forum Holitorium, uppfördes mellan cirka år 250 och år 195 f.Kr. tre tempel. Det norra templet, Janustemplet, uppfördes omkring mitten av 200-talet f.Kr. Det mellersta, Juno Sospitas tempel, restes omkring år 195 f.Kr. Det södra, Spestemplet, uppfördes omkring år 250 f.Kr. I början av 600-talet e.Kr. uppfördes kyrkan San Nicola på resterna av det mellersta templet.
Kyrkan har byggts om och restaurerats vid ett flertal tillfällen under seklernas gång. Fasaden ritades år 1599 av Giacomo della Porta.

## Interiör
Mittskeppets väggar är freskmålade med bilder ur den helige Nikolaus liv, utförda av Guido Guidi. Interiören hyser även fresken Madonnan och Barnet av Antoniazzo Romano, fresker av Giovanni Baglione och Lorenzo Costas Den uppståndne Kristus (cirka 1505).

## Titeldiakonia
San Nicola in Carcere stiftades som titeldiakonia av påve Gregorius III omkring år 731.
Kardinaldiakoner under 1900- och 2000-talet
- Gaetano De Lai: 1907–1911
- Vakant: 1911–1922
- Giuseppe Mori: 1922–1933; titulus pro illa vice: 1933–1934
- Nicola Canali: 1935–1961
- Vakant: 1961–1967
- Patrick Aloysius O'Boyle, titulus pro illa vice: 1967–1987
- Vakant: 1987–1994
- Alois Grillmeier: 1994–1998
- Zenon Grocholewski: 2001–2011; titulus pro hac vice: 2011–2020
- Silvano Maria Tomasi: 2020–

## Bilder
| - San Nicola in Carcere. Tryck av Girolamo Francino från år 1588. - De tre antika templen på Forum Holitorium. Utsnitt från Rodolfo Lancianis karta över det antika Rom från år 1893–1901. |